# 伊斯雷尔·柯兹纳
伊斯雷爾·柯茲納（英語：Israel Kirzner，1930年2月13日—），美国经济学家，當代奧地利經濟學派掌門人。

## 生平
柯茲納於1930年2月13日出生在英國倫敦，1940年隨家人遷居南非，1947年至1948年就讀於開普敦大學，1950年至51年入讀倫敦大學國際項目，並於1954年獲得了布魯克林學院的最優等（summa cum laude）學士學位，1955年獲得工商管理碩士學位。學完MBA課程後，柯茲納偶然遇到了米塞斯，他當即決定放棄會計專業而決心成為一名學院經濟學家。1957年在路德維希·馮·米塞斯的指導下完成學位論文，獲得紐約大學經濟學博士學位。此時他獲得紐約大學經濟學教授的聘書，在那任教至今。